# پیکاک ۱۸۷۲۷
سیارک ۱۸۷۲۷ (به انگلیسی: 18727 Peacock، نامگذاری:1998KW3) هجده هزار و هفتصد و بیست و هفتمین سیارک کشف شده‌است که در ۲۲ مه ۱۹۹۸ کشف شد.
قدر مطلق سیارک برابر ۲۴.۵ است.